# Тазлеу
Тазлеу (рум. Tazlău) — комуна у повіті Нямц в Румунії. До складу комуни входить єдине село Тазлеу.
Комуна розташована на відстані 255 км на північ від Бухареста, 24 км на південь від П'ятра-Нямца, 97 км на південний захід від Ясс, 135 км на північний схід від Брашова.

## Населення
За даними перепису населення 2002 року у комуні проживали 3013 осіб.
Національний склад населення комуни:
| Національність | Кількість осіб | Відсоток |
| -------------- | -------------- | -------- |
| румуни         | 3009           | 99,9%    |
| угорці         | 4              | 0,1%     |

Рідною мовою назвали:
| Мова      | Кількість осіб | Відсоток |
| --------- | -------------- | -------- |
| румунська | 3009           | 99,9%    |
| угорська  | 4              | 0,1%     |

Склад населення комуни за віросповіданням:
| Релігія                                       | Кількість осіб | Відсоток |
| --------------------------------------------- | -------------- | -------- |
| православні                                   | 2989           | 99,2%    |
| римо-католики                                 | 17             | 0,6%     |
| адвентисти                                    | 3              | 0,1%     |
| реформати                                     | 2              | 0,1%     |
| лютерани (Синодально-пресвітеріанська церква) | 1              | < 0,1%   |
| атеїсти                                       | 1              | < 0,1%   |

## Зовнішні посилання
- Дані про комуну Тазлеу на сайті Ghidul Primăriilor